# 島本昌弘
島本 昌弘（しまもと まさひろ、Masahiro Shimamoto、1968年 - ）は、兵庫県神戸市出身のゲームクリエイター・グラフィッカー。
別名義は、「しましま〜〜〜」「しましま〜」「しましま」「SIMA SIMA」「島本マサヒロ」（しまもとマサヒロ）。「しましま〜」「しましま」については、制作ゲームにおけるクレジットのみならず、後述の漫画における作者名義として使用するほか、出版物のインタビューなどにおいてもこの名義で登場する場合がある。
また、「島本 娼弘」名義でフィギュア原型師・造形作家としても活動している（自身のウェブサイトにおけるハンドルネームとしても、この名義を使用）。

## 来歴・人物
1991年、ナムコに入社。入社直後『スーパーファミスタ』（1992年3月発売）の制作にかかわる。その後主に『ファミスタシリーズ』のゲームデザイナー（企画者）などとして活躍する一方、漫画家として同シリーズの三頭身キャラクターをモチーフにした4コマ漫画『野球くん』を生み出し、ゲーム内で発行される架空のスポーツ新聞「ナムコスポーツ」（ナムコットスポーツ）や同社の広報誌などに執筆する。1997年から1999年の間、ゲーム雑誌『ファミ通PS』のナムコスポーツコーナーにおいても連載していた。印刷物においては、概ね「しましま〜」または「しましま」の名義入りで発表している。後に、実況パワフルプロ野球・パワプロクンポケットシリーズ（コナミ→コナミデジタルエンタテインメント）の藤岡謙治も広報誌やガイドブックでキャラクターモデルを使用した4コマ漫画を発表している。
トレーディングカードゲーム（アーケードゲーム）のデザイナーとしても活動している。

## 詳細情報

### ゲームソフト
- ファミスタシリーズ
  - スーパーファミスタ（企画担当。「SIMASIMA」名義）
  - スーパーファミスタ2（企画担当。「SIMA SIMA」名義）
架空チーム「ヤクタターズ」の監督「しましま」としても、架空スポーツ新聞「ナムコットスポーツ」の監督の一言欄に登場する。
  - スーパーファミスタ3（『野球くん2』執筆。「しましま」名義）
チームエディットモードの発掘選手（架空選手）の中で、近畿エリアの選手「しましま」として登場する（プロフィールは、25歳・兵庫県出身・右投げ右打ち・キャッチャー）。
  - スーパーファミスタ4（グラフィック担当。「しましま〜〜〜」名義）
  - スーパーファミスタ5（『魔球くん』執筆）
  - ファミスタ'93（企画・グラフィック担当。「しましま」名義）
  - ワールドスタジアムEX（サブ企画担当）
  - ワールドスタジアム2
  - ワールドスタジアム3
  - ワールドスタジアム4
  - ワールドスタジアム5
  - ファミスタ64（キャラクターデザイン担当）
  - ファミスタアドバンス
  - ファミスタモバイル
- 幽☆遊☆白書シリーズ（同名の漫画・アニメを原作とし、1993年から1995年にかけて、ナムコがスーパーファミコン=SFC用ソフトとして全4作品発売していたシリーズ[8]）
  - 幽☆遊☆白書（SFC用ソフトシリーズ1作目）（1993年12月22日。企画・演出担当。「しましま〜」名義）
  - 幽☆遊☆白書 特別編（1994年12月22日、上記シリーズの3作目。メイン企画担当。「しましま〜」名義）
- タイムクライシス（プレイステーション版）
- テイルズ オブ ファンタジア（プレイステーション版。「SPECIAL THANKS」としてクレジット）
- R4 -RIDGE RACER TYPE 4-（「JOGCON Project Team」の一員として、「島本マサヒロ」名義で参加）
- カムライ-神来-（2000年10月5日、当時のナムコから発売されたコンピュータRPG。奥田孝明とともにディレクター。「SCENARIO CONCEPT」としてもクレジット）
- ゼノサーガ エピソードI［力への意志］（岡本進一郎とともに、ナムコからコ・プロデューサーとして制作に参加）

### 漫画
- 野球くん
  - 野球くん2（野球くんがスーパーファミスタ3のナムコットスポーツで掲載された時のタイトル）
  - 魔球くん（スーパーファミスタ5のナムコスポーツで掲載された二コマ漫画）
- カムライくん（野球くんのパロディ版として、2000年9月に当時のナムコが発行した広報誌『ノワーズ』30号のカムライ開発者インタビュー内で掲載された四コマ漫画[9]）

### 作詞
- いかすぞ!僕らの鈴木の唄

『幽☆遊☆白書』（SFC用ソフトシリーズ1作目）の登場キャラである「美しい魔闘家鈴木」のテーマ曲（作曲は川元義徳）に詞を入れたもの。集英社から「Vジャンプブックス ゲームシリーズ」の1冊として発行された同作のガイドブックで袋とじの中に掲載。ページ内のクレジットは「作詞／しましま〜」（川元は「作曲／ドナルドかわげん」でクレジット）。

### イベント
※いずれも、造形作家としてのもの。
- MIX JAM 〜金谷ゆうき・島本娼弘・加園誠〜3人の造形作家展

2003年6月28日から7月6日まで開催されたオリジナル造形の展示会。フィギュアの造形作家として参加。
- C3 2003

2003年8月に開催されたホビーイベント。「C3 Launch（シースリーランチ）」と題した作品展示・販売コーナーにロボット造形作家として参加。